# Nicholson River (vattendrag i Australien, Western Australia)
Nicholson River är ett vattendrag i Australien. Det ligger i delstaten Western Australia, omkring 2 100 kilometer nordost om delstatshuvudstaden Perth.
Trakten runt Nicholson River består i huvudsak av gräsmarker. Trakten runt Nicholson River är nära nog obefolkad, med mindre än två invånare per kvadratkilometer. Genomsnittlig årsnederbörd är 720 millimeter. Den regnigaste månaden är februari, med i genomsnitt 162 mm nederbörd, och den torraste är augusti, med 1 mm nederbörd.